# Wappen der südafrikanischen Provinzen
Diese Liste zeigt und erläutert die Wappen der neun Provinzen Südafrikas.

## Liste
| Lage | Wappen | Provinz       | Anmerkungen                                                                                                |
| ---- | ------ | ------------- | --- |
|      |        | Freistaat     | Motto: Katleho ka kopano (Erfolg durch Einigkeit) Schildhalter: zwei Geparden                              |
|      |        | Gauteng       | Englisches Motto: Unity in Diversity (Einigkeit in Verschiedenheit) Schildhalter: zwei Löwen               |
|      |        | KwaZulu-Natal | Motto: Masisukume sakhe (Lasst uns aufstehen und bauen!) Schildhalter: Löwe und Gnu                        |
|      |        | Limpopo       | Englisches Motto: Peace, Unity and Prosperity (Frieden, Einigkeit und Wohlstand) Schildhalter: zwei Büffel |
|      |        | Mpumalanga    | Lateinisches Motto: Omnia labor vincit (Arbeit besiegt alles.) Schildhalter: zwei Kudus                    |
|      |        | Nordkap       | Motto: sa kaǁa ǃasisi ?uisi (Strebt nach einem besseren Leben!) Schildhalter: Oryx und Kudu                |
|      |        | Nordwest      | Motto: Kagiso le Tswelelopele (Frieden und Wohlstand) Schildhalter: zwei Rappenantilopen                   |
|      |        | Ostkap        | Englisches Motto: Development through Unity (Entwicklung durch Einigkeit) Schildhalter: zwei Elenantilopen |
|      |        | Westkap       | Lateinisches Motto: Spes Bona (Gute Hoffnung) Schildhalter: Quagga und Buntbock                            |